# Об'ємна теплоємність
Об'є́мна теплоє́мність (англ. volumetric heat capacity, VHC) або пито́ма об'є́мна теплоє́мність (англ. volume-specific heat capacity) — фізична величина, яка характеризує здатність одиниці об'єму даної конкретної речовини збільшувати свою внутрішню енергію при зміні температури речовини (за умови відсутності фазових перетворень). Визначається як відношення теплоємності даного зразка речовини до її об'єму (теплоємність одиниці об'єму даної речовини) за умови однорідності речовини:
{\displaystyle c_{v}={\frac {C}{V}}}

## Загальна інформація
Об'ємна теплоємність речовини відрізняється від питомої (масової) теплоємності, яка характеризує здатність одиниці маси цієї речовини збільшувати свою внутрішню енергію при зміні температури. Значення питомої об'ємної теплоємності можна отримати через об'ємну шляхом добутку питомої (масової) теплоємності c тіла (системи) та густини речовини ρ за умови незмінності об'єму тіла (системи):
{\displaystyle c_{v}=c\cdot \rho ;}
cv = L−1MT−2Θ−1; [cv] = 1 Дж/(м3K).
Поняття об'ємної теплоємності застосовується зазвичай до твердих тіл і рідин, оскільки вони мають майже незмінну густину при зміні зовнішніх умов. Для газу густина дуже сильно змінюється в залежності від температури та тиску, що означає, що навіть цілком конкретний газ не має певної об'ємної теплоємності, тобто навіть певному газу певне значення об'ємної теплоємності можна приписати лише при строго певних тиску і температурі; внаслідок цього на практиці поняття об'ємної теплоємності застосовується досить рідко.

## Історична довідка
Дюлонг і Пті у 1818 році передбачили, що величина ρc повинна бути сталою для всіх твердих речовин. В 1819 році вони виявили, що найбільшу сталість мають теплоємності твердих тіл для кількості речовини, що визначається її молярною масою (закон Дюлонга — Пті). Іншими словами, теплоємність, що припадає на один атом, а значить, і на одиницю кількості речовини, є приблизно сталою для твердих тіл. Теплоємність «на об'ємній основі» фактично змінюється від приблизно 1,2 до 4,5 МДж/(м³·K). Це варіювання об'ємної теплоємності визначається відмінностями у фізичних розмірах атомів (якщо б усі атоми мали однаковий розмір, то два типи теплоємностей (молярна і об'ємна) були б еквівалентними). Для рідин об'ємна теплоємність перебуває в межах від 1,3 до 1,9 МДж/(м³·K).
Для одноатомних газів (наприклад, для аргону) за кімнатної температури і сталого об'єму, об'ємна теплоємність становить близько 0,5 кДж/(м³·K).

## Використання
При вищих значеннях об'ємної теплоємності система потребує більше часу для досягнення термодинамічної рівноваги.
З об'ємною теплоємністю пов'язане поняття теплової інерції матеріалу, яка може бути визначена за формулою:
{\displaystyle I={\sqrt {G\rho c}}={\sqrt {kc_{v}}},}
де
G — теплопровідність;
ρ — густина матеріалу;
c — питома теплоємність матеріалу: (добуток ρc визначає об'ємну теплоємність cv).

## Значення об'ємної теплоємності
| Речовина        | Об'ємна теплоємність (кДж·дм−3·K−1) |
| --------------- | ----------------------------------- |
| асфальт         | 1,2                                 |
| суцільна цегла  | 1,344                               |
| силікатна цегла | 1,7                                 |
| бетон           | 1,7                                 |
| крон (скло)     | 1,709                               |
| флінт (скло)    | 2,1                                 |
| віконне скло    | 2,1                                 |
| граніт          | 2,1                                 |
| гіпс            | 2,507                               |
| мармур, слюда   | 2,4                                 |
| пісок           | 1,2                                 |
| сталь           | 3,713                               |
| ґрунт           | 0,80                                |
| деревина        | 1                                   |
| вода            | 4.2                                 |